# Xochitécatl
Xochitécatl – stanowisko archeologiczne położone na szczycie wygasłego wulkanu w meksykańskim stanie Tlaxcala, ok. 18 km na południowy zachód od miasta Tlaxcala.

## Historia

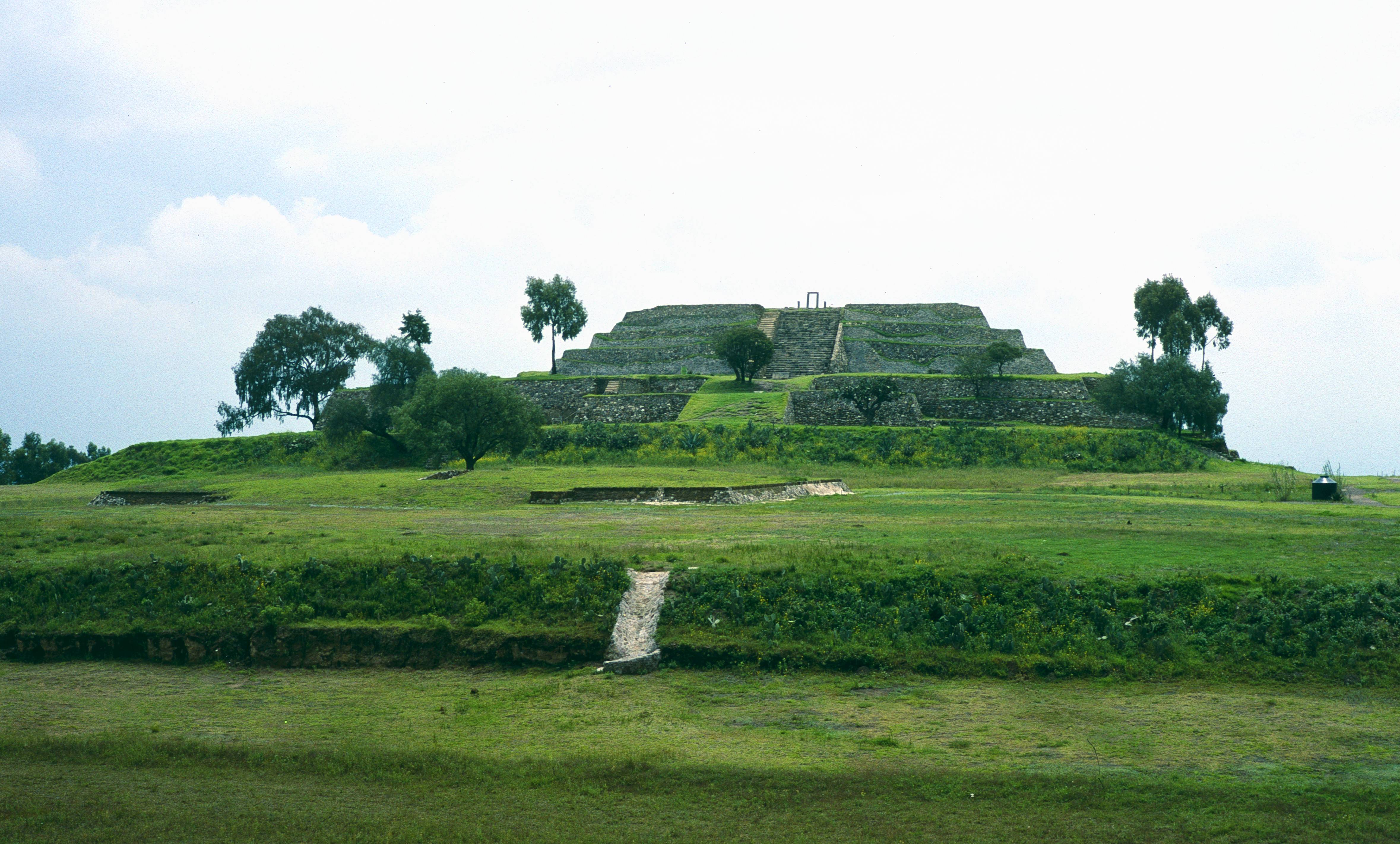
Piramida Kwiatów

Ośrodek został wzniesiony około 800 roku p.n.e. jednak czas największego rozkwitu przypadł na środkowy okres preklasyczny. Do ok. 550 r. p.n.e. zbudowano Piramidę Kwiatów, Spiralny Budynek oraz Budynek Węża. W późniejszym okresie powstały jeszcze pomniejsze budowle. Między 350 r. p.n.e. a 100 r. n.e. Xochitécatl było ważnym ośrodkiem władzy, kontrolującym znaczną część obecnego stanu Tlaxcala. Przypuszczalnie był zasiedlany z przerwami do 1000 roku n.e., kiedy to został opuszczony. Przeprowadzone badania wskazują jednak na to, że religijne rytuały odbywały się w nim jeszcze przez kilka kolejnych stuleci.
Centralnym punktem ośrodka były dwa place otoczone przez najważniejsze budynki. Przy głównym placu znajduje się Piramida Kwiatów, Budynek Węża i Platforma Wulkanów, natomiast przy placu zachodnim Spiralny Budynek. Po wybuchu wulkanu Popocatépetl w 150 roku n.e. budowle zostały opuszczone. Ok. 600 r. zostały częściowo zajęte przez mieszkańców Cacaxtla.      

## Budowle

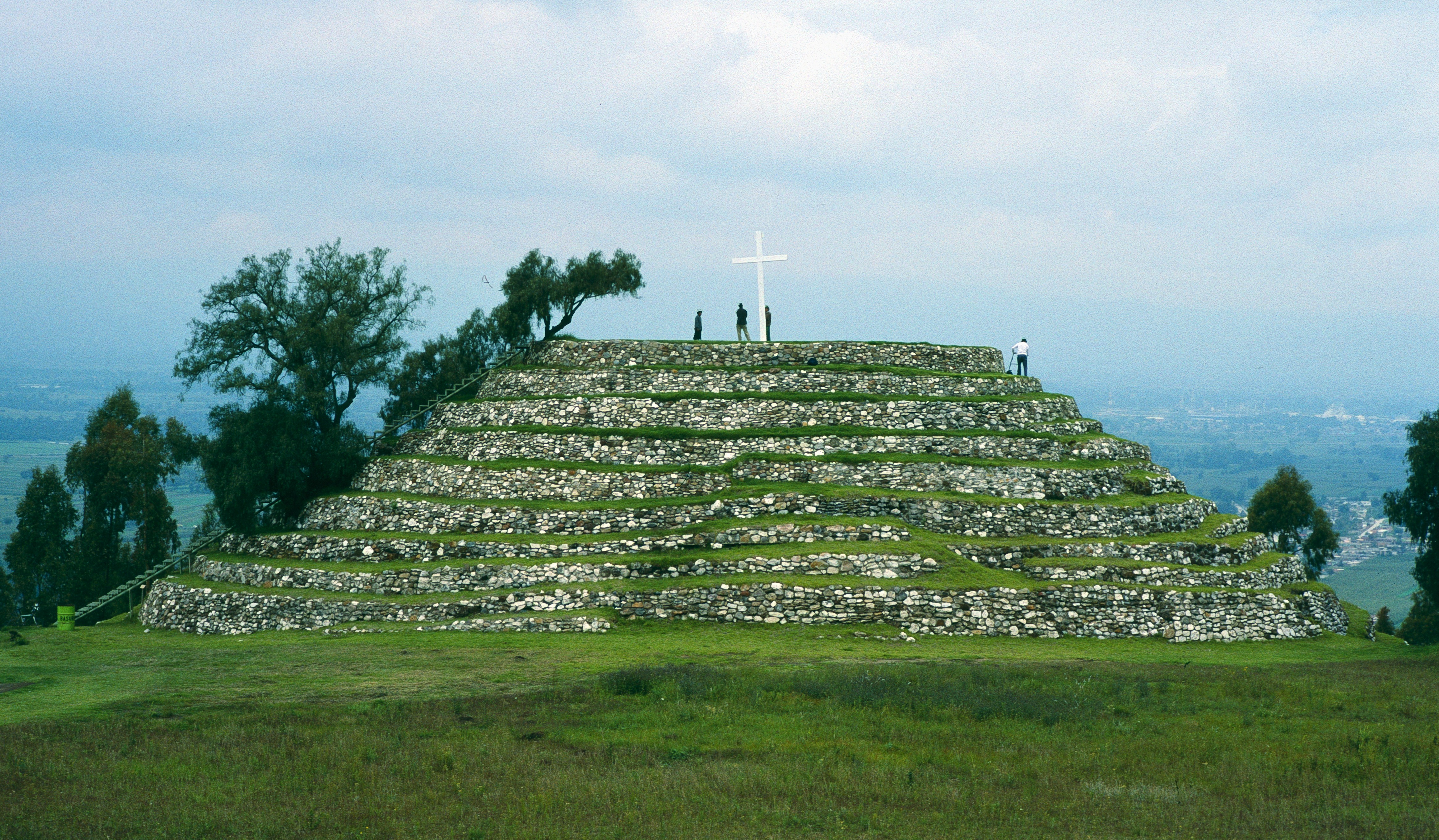
Spiralny Budynek

Największą i najważniejszą budowlą jest tzw. Piramida Kwiatów wzniesiona ok. 700 roku p.n.e. Mierzący 165x120x37 m obiekt wielkością jest zbliżony do Piramidy Księżyca z Teotihuacán. W jej wnętrzu odkryto ponad 30 pochówków dzieci i jednego dorosłego. Ponadto odnaleziono setki obsydianowych ostrzy, dwadzieścia rzeźb przedstawiających ludzką twarz z ciałem grzechotnika. Rzeźby mogą być odniesieniem do bogini Xochitl, której wyobrażeniem była postać kobiety potrafiącej zmienić się w węża.  
W pobliżu piramidy ulokowany jest Budynek Węża. Mierzący 50x80 m obiekt pierwotnie miał formę kwadratu. Został jednak poszerzony i rozbudowany o nową platformę. W jego wnętrzu odkryto m.in. noże, narzędzia z kości, resztki ceramiki oraz duże ilości obsydianu, które wskazują na to, że budynek pełnił funkcję pracowni.
Przy placu zachodnim znajduje się okrągła schodkowa piramida zwana Spiralnym Budynkiem. Wzniesiono ją ok. 700 roku p.n.e. prawdopodobnie na cześć boga wiatru, Ehecatla. W 1632 roku na jej szczycie ustawiono krzyż, który znajduje się tam do dziś.
W centralnej części placu głównego znajduje się Platforma Wulkanów. Struktura mierzy 50 m długości i 35 szerokości. W latach 60. XX wieku niemiecki archeolog Bodo Spranz odkrył tam ponad dwieście żeńskich figurek, które identyfikuje się z boginią Tlazolteotl.